# Phil Zimmermann
Phil Zimmermann (anglès: Philip R. Zimmermann)  (Camden, 12 de febrer de 1954) és un informàtic i criptògraf estatunidenc. És el creador de Pretty Good Privacy (PGP), el programari de xifratge de correu electrònic més utilitzat al món. També és conegut pel seu treball en protocols de xifratge VoIP, sobretot ZRTP i Zfone. Zimmermann és cofundador i científic en cap de la firma mundial de comunicacions xifrades Silent Circle.

## Biografia
Va néixer a Camden, Nova Jersey. Zimmermann es va llicenciar en informàtica per la Florida Atlantic University de Boca Raton, Florida el 1978. Als anys vuitanta, Zimmermann va treballar a Boulder, Colorado, com a enginyer de programari de la campanya de congelació d’armes nuclears com a analista de polítiques militars.

## PGP
El 1991 va escriure el popular programa Pretty Good Privacy (PGP) i el va fer disponible (juntament amb el seu codi font) a través d'FTP públic per descarregar, el primer programa àmpliament disponible que implementa criptografia de clau pública. Poc després, va estar disponible a l'estranger a través d'Internet, tot i que Zimmermann ha dit que no tenia cap part en la seva distribució fora dels Estats Units.
La primera versió de PGP incloïa un algorisme de xifratge, BassOmatic, desenvolupat per Zimmermann.

### Investigació de la Llei de control de l'exportació d'armes
Després d'un informe de RSA Security, que estava en una disputa de llicències pel que fa a l'ús de l'algoritme RSA a PGP, el Servei de Duanes dels Estats Units va iniciar una investigació criminal de Zimmermann per presumptament haver infringit la Llei de control d'exportacions d'armes. El govern dels Estats Units havia considerat durant molt de temps el programari criptogràfic com una munició i, per tant, sotmès a controls d’exportació del tràfic d’armes. En aquell moment, es considerava que el PGP no era admissible ("d'alta resistència") per a l'exportació dels Estats Units. La força màxima permesa per a l'exportació legal s'ha augmentat des d'aleshores i ara permet exportar PGP. La investigació va durar tres anys, però finalment es va retirar sense presentar càrrecs després que MIT Press publiqués el codi font de PGP.
El 1995, Zimmermann va publicar el llibre PGP Source Code and Internals com una manera d’evitar les limitacions a l'exportació de codi digital. La introducció de Zimmermann diu que el llibre conté "tot el codi font C d'un paquet de programari anomenat PGP" i que la inusual publicació en forma de llibre del codi font complet per a un programa d'ordinador va ser una resposta directa a la investigació criminal del govern dels Estats Units sobre Zimmermann per violacions de les restriccions a l'exportació dels Estats Units a conseqüència de la difusió internacional de l'ús de PGP.
Després que el govern retirés el seu cas sense acusació a principis de 1996, Zimmermann va fundar PGP Inc. i va publicar una versió actualitzada de PGP i alguns productes relacionats addicionals. Aquesta empresa va ser adquirida per Network Associates (NAI) el desembre de 1997 i Zimmermann va romandre durant tres anys com a Senior Fellow. NAI va decidir abandonar la línia de productes i el 2002, PGP va ser adquirida a NAI per una nova empresa anomenada PGP Corporation. Zimmermann va ser assessor especial i consultor d'aquesta empresa fins que Symantec va adquirir PGP Corporation el 2010. Zimmermann també és membre del Centre d'Internet i Societat de la Stanford Law School. I va ser el principal dissenyador del protocol d'acord de claus criptogràfiques (el "model d'associació") per a l'estàndard USB sense fils.

## Silent Circle
Juntament amb Mike Janke i Jon Callas, el 2012 va cofundar Silent Circle, una empresa de seguretat de programari basada en maquinari i subscripció.

### Dark Mail Alliance
A l'octubre de 2013, Zimmermann, juntament amb altres empleats clau de Silent Circle, es va associar amb el de lavabit Ladar Levison per crear la Dark Mail Alliance. L’objectiu de l’organització és treballar en un nou protocol per substituir PGP que xifri les metadades del correu electrònic, entre altres coses que PGP no és capaç de fer.

## Okuna
Zimmermann també participa a la xarxa social Okuna, antiga Openbook, que vol ser una alternativa ètica i amigable amb la privacitat a les xarxes socials existents, especialment Facebook. Considera que les plataformes de xarxes socials establertes actualment constitueixen una amenaça per a la democràcia i la privadesa, a causa dels seus models d’ingressos orientats als beneficis que “es tracta d’explotar la nostra informació personal” i “[aprofundir] en les divisions polítiques de la nostra cultura”, i Okuna com a solució a aquests problemes.

## Llei de Zimmermann
El 2013, un article sobre "La llei de Zimmermann" citava a Phil Zimmermann "El flux natural de la tecnologia tendeix a moure's en la direcció de facilitar la vigilància" i "la capacitat dels ordinadors per fer un seguiment de nosaltres es duplica cada divuit mesos", en referència a la llei de Moore.

## Premis i altres reconeixements
Zimmermann ha rebut nombrosos premis tècnics i humanitaris pel seu treball pioner en criptografia:
- El 2018, Zimmermann va ser inclòs al saló de la fama de l'Associació de Seguretat de Sistemes d'Informació (ISSA) per part de l'Organització Internacional ISSA el 16 d'octubre de 2018.
- El 2012, Zimmermann va ser inclòs al Saló de la Fama d'Internet per Internet Society.[12]
- El 2008, PC World va nomenar Zimmermann com un dels "50 millors visionaris de la tecnologia" dels darrers 50 anys.[13]
- El 2006, eWeek va classificar PGP en el lloc 9è dels 25 productes més influents i innovadors introduïts des de la invenció del PC el 1981.[14]
- El 2003, Reason el va nomenar " Heroi de la Llibertat "[15]
- El 2001, Zimmermann va ser ingressat al CRN Industry Hall of Fame.[16]
- El 2000, InfoWorld el va nomenar un dels "10 millors innovadors en comerç electrònic".[17]
- El 1999 va rebre el premi Louis Brandeis de Privacy International.
- El 1998 va rebre un premi Lifetime Achievement Award de la revista Secure Computing Magazine.
- El 1996 va rebre el premi Norbert Wiener a la responsabilitat social i professional per promoure un ús responsable de la tecnologia.
- El 1996 va rebre el premi Thomas S. Szasz per contribucions destacades a la causa de les llibertats civils del Centre for Independent Thought.[18]
- El 1995 va rebre el premi Chrysler Design for Innovation i el premi Pioneer de l'Electronic Frontier Foundation.
- El 1995, Newsweek també va nomenar Zimmermann com un dels "Net 50", les 50 persones més influents d'Internet.

El llibre The Code Book de Simon Singh dedica un capítol sencer a Zimmermann i PGP.

## Publicacions
- The Official PGP User's Guide, MIT Press, 1995[20]
- PGP Source Code and Internals, MIT Press, 1995[21]